# Tabanovac
Tabanovac (cyr. Табановац) – wieś w Serbii, w okręgu braniczewskim, w gminie Petrovac na Mlavi. W 2011 roku liczyła 1027 mieszkańców.